# 石井貴浩
石井 貴浩（いしい たかひろ、1993年12月27日 - ）は、日本の俳優・タレント。ダウン症候群当事者。神奈川県横浜市出身。アヴニールプロダクション（AVENIR PRODUCTION）所属。

## 略歴
ことばによるコミュニケーションを苦手とする重度の知的障害とされながら、知的障害者専門の芸能プロダクションに所属し、舞台やテレビ番組に出演、タレントとして活動している。
2025年現在は、AVENIR PRODUCTIONに所属。

## 出演

### 映画
- 筆子・その愛 -天使のピアノ-（2007年）
- わたしのかあさん-天使の詩- [1]（2024年)

### テレビ
バラエティ番組
- 中居正広の金曜日のスマたちへ（2010年、TBSテレビ）
- バリバラ（2014年、NHK教育テレビジョン）

ドラマ
- アルジャーノンに花束を（2015年、TBSテレビ）

### 舞台
- インクルージョン 2009（2009年）